# Saison 1995-1996 de la LHJMQ
Saison précédente Saison suivante
La saison 1995-1996 est la vingt-septième saison de hockey sur glace de la Ligue de hockey junior majeur du Québec. Les Prédateurs de Granby remportent la saison régulière puis la Coupe du président en battant en finale les Harfangs de Beauport. 

## Contexte
Les Alpines de Moncton rejoignent la ligue dans la division Dilio. Les Lynx de Saint-Jean déménagent à Rimouski, deviennent l'Océanic de Rimouski et passent dans la division Dilio. Les Voltigeurs de Drummondville et les Faucons de Sherbrooke passent dans la division Lebel. Les Bisons de Granby deviennent les Prédateurs de Granby. La coupe New Face qui récompensait le meilleur joueur recrue n'est plus décerné.

## Saison régulière

### Classement
| Clt | Équipe                   | PJ | V  | D  | N | BP  | BC  | Pts |
| --- | ------------------------ | -- | -- | -- | - | --- | --- | --- |
| 1   | Harfangs de Beauport     | 70 | 37 | 26 | 7 | 284 | 233 | 81  |
| 2   | Saguenéens de Chicoutimi | 70 | 35 | 29 | 6 | 274 | 242 | 76  |
| 3   | Cataractes de Shawinigan | 70 | 35 | 30 | 5 | 289 | 259 | 75  |
| 4   | Mooseheads d'Halifax     | 70 | 32 | 36 | 2 | 258 | 262 | 66  |
| 5   | Tigres de Victoriaville  | 70 | 27 | 41 | 2 | 246 | 289 | 56  |
| 6   | Océanic de Rimouski      | 70 | 25 | 41 | 4 | 267 | 317 | 54  |
| 7   | Alpines de Moncton       | 70 | 14 | 48 | 8 | 215 | 360 | 36  |

| Clt | Équipe                          | PJ | V  | D  | N | BP  | BC  | Pts |
| --- | ------------------------------- | -- | -- | -- | - | --- | --- | --- |
| 1   | Prédateurs de Granby            | 70 | 56 | 12 | 2 | 389 | 191 | 114 |
| 2   | Olympiques de Hull              | 70 | 52 | 16 | 2 | 347 | 246 | 106 |
| 3   | Foreurs de Val-d'Or             | 70 | 39 | 24 | 7 | 302 | 244 | 85  |
| 4   | Faucons de Sherbrooke           | 70 | 40 | 27 | 3 | 306 | 263 | 83  |
| 5   | Voltigeurs de Drummondville     | 70 | 33 | 34 | 3 | 299 | 274 | 69  |
| 6   | Laser de Saint-Hyacinthe        | 70 | 23 | 44 | 3 | 242 | 353 | 49  |
| 7   | Titan Collège français de Laval | 70 | 14 | 54 | 2 | 219 | 404 | 30  |

- En gras et en italique : champion de la saison régulière
- En gras : champion de division et qualifié pour les séries éliminatoires
- En italique : qualifié pour les séries éliminatoires

### Meilleurs pointeurs
| Joueur            | Équipe          | PJ | B  | A  | Pts | Pun |
| ----------------- | --------------- | -- | -- | -- | --- | --- |
| Daniel Brière     | Drummondville   | 67 | 67 | 96 | 163 | 84  |
| Christian Dubé    | Sherbrooke      | 62 | 52 | 93 | 145 | 105 |
| Étienne Beaudry   | Sherbrooke      | 70 | 55 | 85 | 140 | 55  |
| Martin Ménard     | Hull            | 70 | 61 | 76 | 137 | 125 |
| Martin Chouinard  | Granby          | 63 | 52 | 82 | 134 | 70  |
| Allan Sirois      | Rimouski        | 69 | 59 | 68 | 127 | 172 |
| Jean-Guy Trudel   | Hull            | 70 | 50 | 71 | 121 | 96  |
| Xavier Delisle    | Granby          | 67 | 45 | 75 | 120 | 45  |
| Frédéric Chartier | Beauport        | 62 | 49 | 71 | 120 | 81  |
| Benoît Gratton    | Laval et Granby | 65 | 33 | 85 | 118 | 227 |

## Séries éliminatoires

### Tournoi à la ronde
Les 8e de finale sont joués sous forme de tournoi à la ronde dans chaque division où les six premières équipes de la saison régulière sont qualifiées. Dans la division Lebel, les Laser de Saint-Hyacinthe et les Faucons de Sherbrooke étant à égalité, ils jouent un 7e match pour se départager.
| Clt | Équipe                   | PJ | V | D | N | BP | BC | Pts |
| --- | ------------------------ | -- | - | - | - | -- | -- | --- |
| 1   | Tigres de Victoriaville  | 6  | 5 | 1 | 0 | 24 | 21 | 10  |
| 2   | Harfangs de Beauport     | 6  | 4 | 2 | 0 | 24 | 16 | 8   |
| 3   | Saguenéens de Chicoutimi | 6  | 3 | 3 | 0 | 32 | 25 | 6   |
| 4   | Océanic de Rimouski      | 6  | 3 | 3 | 0 | 21 | 24 | 6   |
| 5   | Cataractes de Shawinigan | 6  | 2 | 4 | 0 | 18 | 23 | 4   |
| 6   | Mooseheads d'Halifax     | 6  | 1 | 5 | 0 | 19 | 29 | 2   |

| Clt | Équipe                      | PJ | V | D | N | BP | BC | Pts |
| --- | --------------------------- | -- | - | - | - | -- | -- | --- |
| 1   | Prédateurs de Granby        | 6  | 5 | 1 | 0 | 39 | 14 | 10  |
| 2   | Olympiques de Hull          | 6  | 4 | 2 | 0 | 30 | 24 | 8   |
| 3   | Foreurs de Val-d'Or         | 6  | 4 | 2 | 0 | 22 | 20 | 8   |
| 4   | Laser de Saint-Hyacinthe    | 7  | 3 | 4 | 0 | 20 | 24 | 6   |
| 5   | Faucons de Sherbrooke       | 7  | 2 | 5 | 0 | 17 | 31 | 4   |
| 6   | Voltigeurs de Drummondville | 6  | 1 | 5 | 0 | 28 | 43 | 2   |

- En italique : qualifié pour les quarts de finale

### Tableau final
|  | Quarts de finale         | Quarts de finale         | Quarts de finale         | Quarts de finale         |                      |                      | Demi-finales      | Demi-finales      | Demi-finales      | Demi-finales      |  |  | Finale               | Finale               | Finale               | Finale               |
|  |                          |                          |                          |                          |                      |                      |                   |                   |                   |                   |  |  |                      |                      |                      |                      |
|  | Du 2 au 9 avril          | Du 2 au 9 avril          | Du 2 au 9 avril          | Du 2 au 9 avril          |                      |                      | Du 14 au 23 avril | Du 14 au 23 avril | Du 14 au 23 avril | Du 14 au 23 avril |  |  | Du 26 avril au 3 mai | Du 26 avril au 3 mai | Du 26 avril au 3 mai | Du 26 avril au 3 mai |
|  | Du 2 au 9 avril          | Du 2 au 9 avril          | Du 2 au 9 avril          | Du 2 au 9 avril          |                      |                      | Du 14 au 23 avril | Du 14 au 23 avril | Du 14 au 23 avril | Du 14 au 23 avril |  |  | Du 26 avril au 3 mai | Du 26 avril au 3 mai | Du 26 avril au 3 mai | Du 26 avril au 3 mai |
|  | Prédateurs de Granby     | Prédateurs de Granby     | 4                        | 4                        |                      |                      | Du 14 au 23 avril | Du 14 au 23 avril | Du 14 au 23 avril | Du 14 au 23 avril |  |  | Du 26 avril au 3 mai | Du 26 avril au 3 mai | Du 26 avril au 3 mai | Du 26 avril au 3 mai |
|  | Prédateurs de Granby     | Prédateurs de Granby     | 4                        | 4                        |                      |                      | Du 14 au 23 avril | Du 14 au 23 avril | Du 14 au 23 avril | Du 14 au 23 avril |  |  | Du 26 avril au 3 mai | Du 26 avril au 3 mai | Du 26 avril au 3 mai | Du 26 avril au 3 mai |
|  | Laser de Saint-Hyacinthe | Laser de Saint-Hyacinthe | 1                        | 1                        |                      |                      | Du 14 au 23 avril | Du 14 au 23 avril | Du 14 au 23 avril | Du 14 au 23 avril |  |  | Du 26 avril au 3 mai | Du 26 avril au 3 mai | Du 26 avril au 3 mai | Du 26 avril au 3 mai |
|  | Laser de Saint-Hyacinthe | Laser de Saint-Hyacinthe | 1                        | 1                        | Prédateurs de Granby | Prédateurs de Granby | 4                 | 4                 |                   |                   |  |  | Du 26 avril au 3 mai | Du 26 avril au 3 mai | Du 26 avril au 3 mai | Du 26 avril au 3 mai |
|  | Du 2 au 12 avril         |                          |                          |                          | Prédateurs de Granby | Prédateurs de Granby | 4                 | 4                 |                   |                   |  |  | Du 26 avril au 3 mai | Du 26 avril au 3 mai | Du 26 avril au 3 mai | Du 26 avril au 3 mai |
|  |                          |                          | Saguenéens de Chicoutimi | Saguenéens de Chicoutimi | 1                    | 1                    |                   |                   |                   |                   |  |  | Du 26 avril au 3 mai | Du 26 avril au 3 mai | Du 26 avril au 3 mai | Du 26 avril au 3 mai |
|  | Olympiques de Hull       | Olympiques de Hull       | Saguenéens de Chicoutimi | Saguenéens de Chicoutimi | 1                    | 1                    | 4                 | 4                 |                   |                   |  |  | Du 26 avril au 3 mai | Du 26 avril au 3 mai | Du 26 avril au 3 mai | Du 26 avril au 3 mai |
|  | Olympiques de Hull       | Olympiques de Hull       | Du 14 au 23 avril        |                          |                      |                      | 4                 | 4                 |                   |                   |  |  | Du 26 avril au 3 mai | Du 26 avril au 3 mai | Du 26 avril au 3 mai | Du 26 avril au 3 mai |
|  | Foreurs de Val-d'Or      | Foreurs de Val-d'Or      | 3                        | 3                        |                      |                      |                   |                   |                   |                   |  |  | Du 26 avril au 3 mai | Du 26 avril au 3 mai | Du 26 avril au 3 mai | Du 26 avril au 3 mai |
|  | Foreurs de Val-d'Or      | Foreurs de Val-d'Or      | 3                        | 3                        | Prédateurs de Granby | Prédateurs de Granby | 4                 | 4                 |                   |                   |  |  |                      |                      |                      |                      |
|  | Du 2 au 7 avril          |                          |                          |                          | Prédateurs de Granby | Prédateurs de Granby | 4                 | 4                 |                   |                   |  |  |                      |                      |                      |                      |
|  |                          |                          | Harfangs de Beauport     | Harfangs de Beauport     | 1                    | 1                    |                   |                   |                   |                   |  |  |                      |                      |                      |                      |
|  | Harfangs de Beauport     | Harfangs de Beauport     | Harfangs de Beauport     | Harfangs de Beauport     | 1                    | 1                    | 4                 | 4                 |                   |                   |  |  |                      |                      |                      |                      |
|  | Harfangs de Beauport     | Harfangs de Beauport     |                          |                          |                      |                      |                   |                   |                   |                   |  |  |                      |                      |                      |                      |
|  | Océanic de Rimouski      | Océanic de Rimouski      | 0                        | 0                        |                      |                      |                   |                   |                   |                   |  |  |                      |                      |                      |                      |
|  | Océanic de Rimouski      | Océanic de Rimouski      | 0                        | 0                        | Olympiques de Hull   | Olympiques de Hull   | 1                 | 1                 |                   |                   |  |  |                      |                      |                      |                      |
|  | Du 2 au 11 avril         |                          |                          |                          | Olympiques de Hull   | Olympiques de Hull   | 1                 | 1                 |                   |                   |  |  |                      |                      |                      |                      |
|  |                          |                          | Harfangs de Beauport     | Harfangs de Beauport     | 4                    | 4                    |                   |                   |                   |                   |  |  |                      |                      |                      |                      |
|  | Saguenéens de Chicoutimi | Saguenéens de Chicoutimi | Harfangs de Beauport     | Harfangs de Beauport     | 4                    | 4                    | 4                 | 4                 |                   |                   |  |  |                      |                      |                      |                      |
|  | Saguenéens de Chicoutimi | Saguenéens de Chicoutimi |                          |                          |                      |                      |                   | 4                 |                   |                   |  |  |                      |                      |                      |                      |
|  | Tigres de Victoriaville  | Tigres de Victoriaville  | 2                        | 2                        |                      |                      |                   |                   |                   |                   |  |  |                      |                      |                      |                      |
|  | Tigres de Victoriaville  | Tigres de Victoriaville  | 2                        | 2                        |                      |                      |                   |                   |                   |                   |  |  |                      |                      |                      |                      |
|  |                          |                          |                          |                          |                      |                      |                   |                   |                   |                   |  |  |                      |                      |                      |                      |

## Équipes d'étoiles
La ligue sélectionne trois équipes d'étoiles dont une pour les recrues.

### Première équipe
- Gardien de but : Frédéric Deschênes, Prédateurs de Granby
- Défenseur gauche : Denis Gauthier, Voltigeurs de Drummondville
- Défenseur droit : Stéphane Robidas, Cataractes de Shawinigan
- Ailier gauche : Daniel Goneau, Prédateurs de Granby
- Centre : Christian Dubé, Faucons de Sherbrooke
- Ailier droit : Frédéric Chartier, Harfangs de Beauport
- Entraîneur : Jean Pronovost, Cataractes de Shawinigan

### Deuxième équipe
- Gardien de but : José Théodore, Olympiques de Hull
- Défenseur gauche : Jan Němeček, Olympiques de Hull
- Défenseur droit : Francis Bouillon, Prédateurs de Granby
- Ailier gauche : Jean-Guy Trudel, Olympiques de Hull
- Centre : Daniel Brière, Voltigeurs de Drummondville
- Ailier droit : Xavier Delisle, Prédateurs de Granby
- Entraîneur : Robert Mongrain, Olympiques de Hull

### Équipe des recrues
- Gardien de but : Mathieu Garon, Tigres de Victoriaville
- Défenseur gauche : Mario Larocque, Olympiques de Hull
- Défenseur droit : Colin White, Olympiques de Hull
- Ailier gauche : Pierre Dagenais, Tigres de Victoriaville
- Centre : Patrick Grandmaitre, Tigres de Victoriaville
- Ailier droit : Pavel Rosa, Olympiques de Hull
- Entraîneur : Gaston Therrien, Océanic de Rimouski

## Trophées
Trois récompenses collectives et dix-huit individuelles sont décernées.

### Récompenses collectives
- Coupe du président (champions des séries éliminatoires) : Prédateurs de Granby
- Trophée Jean-Rougeau (champions de la saison régulière) : Prédateurs de Granby
- Trophée Robert-Lebel (meilleure moyenne de buts encaissés) : Prédateurs de Granby

### Récompenses individuelles
- Trophée Jean-Béliveau (meilleur pointeur) : Daniel Brière, Voltigeurs de Drummondville
- Trophée Jacques-Plante (meilleure moyenne de buts encaissés) : Frédéric Deschênes, Prédateurs de Granby
- Trophée Michel-Bergeron (meilleure recrue offensive) : Pavel Rosa, Olympiques de Hull
- Trophée Frank-J.-Selke (joueur le plus gentilhomme) : Christian Dubé, Faucons de Sherbrooke
- Trophée Michel-Brière (meilleur joueur) : Christian Dubé, Faucons de Sherbrooke
- Trophée Émile-Bouchard (meilleur défenseur) : Denis Gauthier, Voltigeurs de Drummondville
- Trophée Guy-Lafleur (meilleur joueur des séries éliminatoires) : Jason Doig, Prédateurs de Granby
- Trophée Michael-Bossy (meilleur espoir) : Jean-Pierre Dumont, Foreurs de Val-d'Or
- Trophée Raymond-Lagacé (meilleure recrue défensive) : Mathieu Garon, Tigres de Victoriaville
- Trophée Marcel-Robert (meilleur étudiant) : Marc Denis, Saguenéens de Chicoutimi
- Trophée Paul-Dumont (personnalité de l'année) : Christian Dubé, Faucons de Sherbrooke
- Trophée John-Horman (administrateur de l'année) : André Jolicoeur, Océanic de Rimouski
- Coupe Ford - Offensif (meilleur joueur offensif de l'année) : Daniel Brière, Voltigeurs de Drummondville
- Coupe Ford - Défensif (meilleur joueur défensif de l'année) : Christian Laflamme, Harfangs de Beauport
- Plaque AutoPro (meilleur différentiel plus/moins) : Daniel Goneau, Prédateurs de Granby
- Plaque du Groupe Saint-Clair (meilleur directeur marketing) : Éric Forest, Océanic de Rimouski
- Trophée Ron-Lapointe (meilleur entraîneur) : Jean Pronovost, Cataractes de Shawinigan
- Plaque Karcher (plus grande implication dans la communauté) : Daniel Brière, Voltigeurs de Drummondville